# Batalla de San Isidro
La batalla de San Isidro fue una acción militar sucedida entre las tropas de Francisco Villa y tropas del ejército estadounidense que tuvo lugar en el poblado de San Isidro, Chihuahua, la madrugada del 29 de marzo de 1916 durante la Expedición punitiva contra Francisco Villa.
En San Isidro, Chihuahua, se enfrentaron, el 29 de marzo, guerrilleros villistas y fuerzas estadounidenses de las 11:00 a las 16:00 horas. Los estadounidenses tuvieron 93 muertos y 34 heridos, además de dejar en el campo de batalla 110 fusiles máuser.